# دانشگاه کنتاکی شرقی
دانشگاه کنتاکی شرقی (Estern یا EKU) یک دانشگاه دولتی در ریچموند، کنتاکی است. این دانشگاه به عنوان یک مؤسسه جامع منطقه ای و دارای شعبه‌های پردیس در کوربین، هازارد، لنکستر و منچستر است.